# Karl Backes (Politiker)

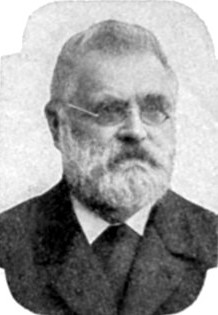
Karl Backes

Gerog Karl Backes (* 23. Januar 1837 in Hattenrod; † 12. Februar 1909 in Darmstadt) war ein deutscher Politiker (NLP) und Abgeordneter der 2. Kammer der Landstände des Großherzogtums Hessen.

## Leben
Karl Backes war der Sohn des Lehrers Carl Georg Backes (1807–1871) und dessen Frau Charlotte geborene Heitz. Karl Backes, der evangelischen Glaubens war, war mit Anna Maria geborene Back verheiratet.
Karl Backes war von Beruf Lehrer. Er war zunächst Schulamtsaspirant, ab 1865 Inhaber der 2. evangelischen Schulstelle von Ober-Eschbach, ab 1873 Inhaber der 2. evangelischen Schulstelle dort und ab 1882 Lehrer an der Volksschule Darmstadt.
Von 1898 bis 1902 war er als nationalliberaler Abgeordneter Mitglied der 2. Kammer der Landstände. Er wurde im Wahlbezirk Starkenburg 13/Griesheim gewählt.

## Schriften
- Geschichte von Alzey und Umgegend. Meyer, Hannover u. a. 1900, (Digitalisat).
- Kreis Groß-Gerau (= Heimatkunde vom Großherzogtum Hessen. Nr. 6, ZDB-ID 991406-7). Roth, Gießen 1913, (Digitalisat).